# Distenia pryeri
Distenia pryeri är en skalbaggsart som beskrevs av Francis Polkinghorne Pascoe 1885. Distenia pryeri ingår i släktet Distenia och familjen långhorningar. Inga underarter finns listade i Catalogue of Life.